# Чочара
«Чочара» (італ. La Ciociara (в перекладі з італійської Жінка з Чочари), в англійському прокаті «Дві жінки» (англ. Two Women)) — італійська військова кінодрама 1960 року, режисера Вітторіо де Сіки, із Софі Лорен і Жаном-Полем Бельмондо у головних ролях. Фільм є екранізацією однойменного оповідання Альберто Моравіа.

## Зміст
Фільм розповідає про двох жінок у роки Другої світової війни в Італії: Чезарії, овдовілої римської крамарки, і її дочки Розетти, релігійної 13-річної дівчини.
Щоб звільнити дочку від постійного страху перед невпинними бомбардуваннями союзників Риму, Чезіра вирішує виїхати з нею до містечка Валлекорса в Чочари на південь від столиці, де вона народилася і виросла. Там вони зупиняються у родичів Чезарії і чекають закінчення війни. Весь цей час їм доводиться боротися з голодом і постійним страхом перед наступом німців. Там же Чезарія і Розетта знайомляться з Мікеле, інтелігентним хлопцем з комуністичними поглядами, з яким у них складаються хороші дружні відносини. Мікеле закохується в Чезиру, але вона не відповідає йому взаємністю, тому що її хвилює виключно доля дочки і боротьба з голодом, а на нового шанувальника у неї просто немає часу. Одного разу до їхнього містечка приходить невеликий загін німців, які відступають під натиском союзників. Вони забирають Мікеле з собою, щоб той показав їм дорогу через гори. Проходить час, але Мікеле так і не повертається назад. Чезира і Розетта вирушають у звільнений Рим, але по дорозі додому трапляється трагедія — в церкві одного невеликого містечка, де вони вирішили відпочити, на них напали кілька арабських солдатів Гум'єрів, і обох зґвалтували. У Розетти стається нервовий розлад, і починається невелика суперечка з матір'ю. Але в підсумку їх зближує спільне горе — вони дізнаються, що Мікеле був розстріляний німцями в горах.

## У ролях
- Софі Лорен — Чезіра
- Жан-Поль Бельмондо — Мікеле
- Елеонора Браун — Розетта
- Карло Нінкі — Філіппо
- Емма Берон — Марія
- Раф Валлоне — Джованні
- Андреа Чеккі — епізод
- Пупелла Маджо — епізод
- Бруна Чеальті — епізод
- Маріо Фрера — епізод
- Франко Бальдуччі — епізод
- Курт Ловенс — епізод
- Лучано Пігодзі — епізод
- Антонелла Делла Порта — епізод
- Кароліна Карбонаро — епізод
- Вінченцо Мусоліно — епізод
- Ренато Сальваторі — Флоріндо
- Етторе Маттіа — епізод

## Знімальна група
- Режисер — Вітторіо де Сіка
- Сценаристи — Чезаре Дзаваттіні, Вітторіо де Сіка
- Оператор — Габор Погань
- Композитори — Армандо Тровайолі, Чезаре Андреа Біксіо, Маріо Руччоне
- Художник — Гастоне Медін
- Продюсери — Карло Понті, Джозеф Левайн

## Нагороди
Софі Лорен була удостоєна премії «Оскар» за Найкращу жіночу роль, ставши першою актрисою, що отримала цю премію за фільм не англійською мовою.